# Stone Giant
Stone Giant (рус. каменный гигант) — компьютерная программа, бенчмарк, предназначенный для тестирования производительности видеокарт (графических плат) с аппаратной поддержкой Direct3D 11. Также «Stone Giant» является технологической демонстрацией игрового движка BitSquid Tech. «Stone Giant» разработан шведскими компаниями BitSquid и Fatshark и выпущен 21 апреля 2010 года. «Stone Giant» распространяется бесплатно, однако относится к проприетарному программному обеспечению и основан на коммерческом игровом движке.
«Stone Giant» — второй в мире бенчмарк после «Unigine Heaven», ориентированный на тестирование графических процессоров, поддерживающих Direct3D 11.

## История разработки
23 марта 2010 года компания BitSquid опубликовала пресс-релиз, в котором вместе с компанией Fatshark анонсировала бенчмарк «Stone Giant». Было сообщено об основных возможностях и характеристиках бенчмарка, о его разработке и связи с движком, технологической демонстрацией которого он является. В этот день, 23 марта, бета-версия «Stone Giant» стала доступна для прессы, которая могла получить доступ к скачиванию бенчмарка только после письменного запроса в BitSquid. Было объявлено, что окончательная публичная версия выйдет через две недели. Тобиас Пиррсон (англ. Tobias Persson), ведущий программист BitSquid, так высказался о выпуске данного бенчмарка: «В связи с тем, что DX11-совместимое аппаратное обеспечение стало более доступным, мы решили, что это — хороший момент для демонстрации продвинутых возможностей нашего движка, включая поддержку DX11 и тесселяции. Тесселяция придаёт сцене невероятную детализацию и пользователи смогут легко оценить разницу собственными глазами. Мы хотим показать, какие преимущества получат компьютерные игры от использования нашего движка».
21 апреля 2010 года компании BitSquid и Fatshark анонсировали выпуск окончательной версии «Stone Giant», который стал доступен для бесплатного публичного скачивания. В пресс-релизе были описаны ключевые технические характеристики бенчмарка и движка «BitSquid Tech», на котором он основан. Дополнительно были объявлены сведения о целевых платформах и лицензировании «BitSquid Tech». Мартин Вахлюнд (англ. Martin Wahlund), CEO компании Fatshark, так высказался о выпуске бенчмарка: «В Fatshark мы создали художественный контент, представленный в Stone Giant. Работать с таким передовым движком было поразительно, обычные ограничения геометрии, присутствующие в текущих играх, здесь отсутствовали».

## Технологическое описание
Согласно официальному заявлению разработчиков, «Stone Giant» призван «продемонстрировать мощь технологии Microsoft DirectX 11» и измерить общую производительность пользовательских видеокарт (графических карт).
«Stone Giant» создан на игровом движке «BitSquid Tech», который разработан компанией BitSquid. Среди ключевых возможностей движка присутствуют высокий уровень распараллеливания вычислительных задач, поддержка и использование DirectX 11 (включая использование Shader Model версии 5.0), работа с теселяцией (включая динамическую тесселяцию и тесселяцию с использованием карт смещения) и поддержку стереоскопического режима вывода изображения с использованием технологии nVidia 3D Vision.
В качестве физического движка «BitSquid Tech» использует nVidia PhysX, дистрибутив PhysX интегрирован в дистрибутив «Stone Giant». Также в установочный пакет «Stone Giant» интегрированы дистрибутивы DirectX за февраль 2010 года.
При запуске бенчмарка пользователь может выбрать разрешение экрана, пропорции экрана, режим отображения (полноэкранный или оконный) и уровень тесселяции. После запуска бенчмарка выводится трёхмерная сцена, в которой представлена пещера с каменным гигантом. Пользователь может свободно перемещать виртуальную камеру по всей трёхмерной сцене. «Stone Giant» позволяет изменять настройки уровня тесселяции и глубины резкости (Depth of Field) в режиме реального времени прямо во время запущенной сцены. Присутствует три режима тесселяции (выключенная, низкое качество и высокое качество) и два режима Depth of Field (выключена и включена). Клавишей «F4» можно вывести на экран счётчик текущего количества кадров в секунду (FPS).
Для запуска тестирования необходимо нажать клавишу Enter. В этом случае будет запущен тестовый «прогон», в котором каменный гигант будет отражать атаки членистоногих монстров. После завершения прогона будет выведена статистика: среднее значение количества кадров в секунду при данных настройках.

## Отзывы
Сайт Фцентр 23 апреля опубликовал обзор «Stone Giant», описав сам бенчмарк и его технические характеристики, а также некоторые сведения о разработке и особенностях движка «BitSquid Tech».
Сайт 3DNews 1 мая 2010 года написал свой обзор на «Stone Giant», предоставив вместе с обзором тестирование видеокарт, которое проводилось при помощи бенчмарка. Журналисты протестировали на «Stone Giant» пять видеокарт, использующих графические процессоры серии Radeon R800 (HD 5xxx), которые поддерживают Direct3D 11: Radeon HD 5850, Radeon HD 5830, Radeon HD 5770, Radeon HD 5670, Radeon HD 5570. Обозреватели положительно отозвались о возможности свободного перемещения по трёхмерной сцене бенчмарка, а также возможность переключать режимы тесселяции и глубины резкости в реальном времени. «Достаточно интересным оказался бенчмарк Stone Giant DirectX 11. На примере этого теста хорошо видно, что же такое тесселяция и имитация эффекта глубины резкости. Удобно при помощи этого теста измерять производительность видеокарт с поддержкой DirectX 11, сам тест достаточно короткий», — подытожили журналисты.